# تو را دوست دارم
تو را دوست دارم فیلمی به کارگردانی عبداله باکیده و نویسندگی فرزانه شبانی ساختهٔ سال ۱۳۷۸ است.

## بازیگران
- ابوالفضل پورعرب
- محمد صادقی
- سی بل الو
- صالح میرزاآقایی
- نیکو خردمند
- پرستو الحی
- پریسا گلدوست
- منوچهر اخضرپور
- عبدالرضا صحرانورد
- ناصر جعفری
- محمد خوئینی
- محمدعلی فردی
- اردوان اوزاره نه
- احمدت بیکول
- امیدت
- هاردوان
- پریسا گل دوست
- بهناز توکلی
- حبیب اله کاظمی
- حسین چرمچی
- رضا آذوغ
- محسن حسینی
- نادیا امیرخسروی
- محمد حیدری
- حمید مددی فر
- حیدر رامشه
- مهربان عزیزی
- مهران کمالی
- داریوش عزیزی